# ナタ川
ナタ川（ナタがわ、ボツワナでの呼称; ツワナ語: Noka ya Nata、英語: Nata River）またはアマンザニャマ川（ジンバブエでの呼称; 英語: Amanzanyama River）は、アフリカ南部の天然河川。ボツワナ国内におけるナタ川は、限られた雨季の間だけマカディカディ塩湖に現れる湿地の水源となっており、同塩湖では数多くの生息地域限定種が繁殖している。
ナタ川は紛れもなくスアパン低地へ向かって流れ注ぎ、そこからボツワナ東部とジンバブエ南西部の地域へと流れ着く。